# ألبرت ليفين
ألبرت ليفين (بالإنجليزية: Albert Lewin)‏ (و. 1894 – 1968 م) هو مخرج أفلام، ومنتج أفلام، وكاتب سيناريو أمريكي، ولد في بروكلين، توفي في نيويورك، عن عمر يناهز 74 عاماً، بسبب ذات الرئة.

## التعليم
تعلم في جامعة هارفارد
.

## وصلات خارجية
- ألبرت ليفين على موقع IMDb (الإنجليزية)
- ألبرت ليفين على موقع الموسوعة البريطانية (الإنجليزية)
- ألبرت ليفين على موقع ألو سيني (الفرنسية)
- ألبرت ليفين على موقع أول موفي (الإنجليزية)
- ألبرت ليفين على موقع قاعدة بيانات الأفلام السويدية (السويدية)
- ألبرت ليفين على موقع قاعدة بيانات الفيلم (الإنجليزية)
- ألبرت ليفين على موقع كينوبويسك (الروسية)